# Вікторія-переможниця
«Вікторія-переможниця» (англ. Victorious) — американський ситком, що транслюється телеканалом Nickelodeon. Автор серіалу Ден Шнайдер, творець таких серіалів, на телеканалі Nickelodeon, як «Дрейк і Джош» і «ICarly» Сюжет обертається навколо Торі — дівчини, яка навчається в Hollywood Arts, середній школі для талановитих дітей, і весь час потрапляє у безглузді ситуації. Прем'єра телесеріалу відбулася 27 березня 2010 року.

## Сюжет
Життя Торі Вега круто змінюється, коли на одному з концертів їй доводиться замінити свою старшу сестру Трін, у якої раптово розпух язик, і заспівати. Після цього їй відразу ж пропонують вчитися в Голлівудській школі мистецтв, в школі, де навчаються найталановитіші діти, там же вчиться і Тріна. У цій школі Торі знайшла багато друзів — Андре, Бек, Кет, Роббі і Джейд, з якою у неї не з самого початку склалися дружні стосунки. Там і починається «цікаве» життя.

## Головні герої
Вікторія «Торі» Вега (Вікторія Джастіс) — головна героїня серіалу. Вона отримала місце в Голлівудській школі мистецтв завдяки випадку після виступу в шоу «Big Show Case». Їй 16 років і вона вивчає в новій школі навички вокалу, танцю та акторської майстерності. Її сестра, Тріна, завжди була «зіркою» сім'ї Вега. Коли Торі нарешті починає реалізовувати свої амбіції, життя її кардинально змінюється. І вона стає іншою.
Андре Гарріс (Леон Томас III) — дивно талановитий музикант і співак, який може грати практично на будь-якому інструменті, однак надає перевагу клавішним. Він швидко стає найкращим другом Торі після їх знайомства, коли він працював з Тріно на великій сцені її школи. Йому 16 років. Він любить грати для своїх друзів. Друзі приходять до нього за порадою. Він завжди підтримує Торі і вірить в неї. Він — автор усіх пісень, які співає Торі, і завжди акомпанує їй на синтезаторі, коли вона на сцені.
Роббі Шапіро (Метт Беннетт) — сором'язливий хлопець, який закоханий у Кет. У нього є лялька Рекс, але він просить не називати його «лялькою», так як це він вважає образливим. Рекс часто жартує над Роббі. У зв'язку з тим, що Роббі постійно носить Рекса з собою, всі вважають його невдахою.
Рекс (лялька)- друг Роббі хоча часто глузує над ним. Рекс не любить коли його називають лялькою. Рекс, як жива людина.
Тріна Вега (Даніелла Монет) — старша сестра Торі, старша на 1 рік. Завжди була зіркою сім'ї Вега. Тріна завжди вважає себе кращою за інших. І думає, що бути зіркою — її справжнє покликання, але талант Трін набагато нижчого класу. Її ніхто не любить, тому що, вона постійно всіх дістає.
Джейд Вест (Елізабет Гілліс) — темна і колюча дівчина. Вона думає, що вона вище всіх правил. Деякі її бояться. Вона є своєрідною і примхливою, і часто ревнує свого хлопця Бека до Торі. Але в одній із серій просить Торі допомогти повернути Бека, і Торі з радістю допомагає.
Бек Олівер (Еван Джогія) — хлопець Джейд. Він один з наймодніших хлопців у школі. Добре ставиться до Торі. Зустрічається з Джейд Вест вже 2 роки, але Джейд ревнує Бека до Торі. Талановитий актор і каскадер. Живе у вагончику, так як, за його словами, у будинках командують батьки, а в трейлері він головний.
Кет «Киця» Валентайн(Аріана Ґранде) — наївна дівчина з яскраво червоними волоссям, подруга Торі. Вона як дитина: любить солодощі, швидко змінює свою думку. Не любить критику. Талановита вокалістка, вміє шити і правильно визначає розмір одягу, вона класна і смілива Дівчина.
Псіховські (Ерік Ланж) — вчитель Торі і її друзів. У деякому роді він дуже дивна людина, любить пити сік прямо з кокоса. Але він дуже любить своїх учнів. Всіляко допомагає їм. Джейд називає його сновидою. Деякі вважають його хворим.
Сінджін Ван Кліф (Майкл Ерік Рейд) — Напевно самий дивний хлопець у школі мистецтв. Він готовий закохатися практично в кожну дівчину, так він наприклад закохувався в Джейд і Торі. Його захопленням є колекціонування зубів родичів президентів США. Так само він прикрашає свою шафку їжею яку він їв, але не проковтнув. Він висушує цю їжу, покриває її лаком і клеїть на шафку. Сінджін непогано розбирається в апаратурі.